# Liste der Naturdenkmale in Willebadessen
Die Liste der Naturdenkmale in Willebadessen nennt die Naturdenkmale Willebadessen im Kreis Höxter in Nordrhein-Westfalen.

## Naturdenkmale
| Nummer | Bezeichnung                           | Gemarkung     | Flurstück | Lage | Bemerkung | Bild           |
| ------ | ------------------------------------- | ------------- | --------- | --- | --------- | -------------- |
| 32     | 1 Ahorn                               | Peckelsheim   | 9;326     | Kindergarten Peckelsheim, Burgstraße 2. 51° 35′ 54,3″ N, 9° 7′ 52″ O                                       |           |                |
| 47     | 1 Eiche (1000-jährig)                 | Borlinghausen | 3;23      | Etwa 1 km östlich von Borlinghausen. 51° 34′ 53,5″ N, 9° 3′ 13,1″ O                                        |           | weitere Bilder |
| 48     | Erlensumpf (sogenannter „Erlenteich“) | Borlinghausen | 5;94      | 1 km östlich von Borlinghausen im Buchenwald am Ostrand des „Langen Berges“. 51° 34′ 45,8″ N, 9° 3′ 7,2″ O |           |                |
| 49     | 1 Bergahorn                           | Borlinghausen | 6;152     | In der Südwestecke des Schlossparks. 51° 34′ 47,5″ N, 9° 2′ 21,3″ O                                        |           |                |
| 50     | 1 Sommerlinde (Drillingslinde)        | Engar         | 2;77      | Östlich des Gehöftes „Gut Engar“. 51° 32′ 52,8″ N, 9° 6′ 36″ O                                             |           |                |
| 51     | Dolinen                               | Niesen        | 5;127     | Im Mischwald am Heggeberg östlich Niesen. 51° 37′ 21,7″ N, 9° 8′ 50,6″ O                                   |           |                |
| 52     | Hüssenberg (Basalttuffkuppe)          | Peckelsheim   | 4;108     | Südwestlich Eissen an der Bahnlinie. 51° 33′ 59″ N, 9° 8′ 44,5″ O                                          |           | Hüssenberg     |